# Săng ngang
Săng ngang hay còn gọi vàng nghệ, gỏi (danh pháp khoa học: Garcinia gaudichaudii) là một loài thực vật có hoa trong họ Bứa. Loài này được Planch. & Triana mô tả khoa học đầu tiên năm 1860.